# Editorial Bruguera
L'Editorial Bruguera era una editorial barcelonina fundada el 1910 amb el nom El Gato Negro i desapareguda el 1986, especialitzada en col·leccions de llibres de butxaca, literatura juvenil i revistes de còmic d'humor. Els primers tallers estaven situats al barri del Coll de Barcelona. Actualment l'edifici és el Centre Cívic El Coll – La Bruguera.
El 2006 el Grupo Zeta llançà un nou segell editorial amb el nom de Bruguera.

## Història
Joan Bruguera Teixidó va fundar el 1910 l'editorial El Gato Negro, que es va especialitzar en novel·les per lliuraments, llibres d'acudits i biografies populars. Seguint l'exemple de la clàssica revista d'historietes TBO, apareguda només quatre anys abans, el 1917, Bruguera va crear el juny de 1921 el setmanari Pulgarcito, revista subtitulada "Diari infantil de contes, historietes, aventures i entreteniments". El seu gran èxit va fer prosperar l'editorial i el 1939 els seus fills Pantaleón i Francisco Bruguera van decidir canviar el nom a l'empresa i donar-li el cognom familiar.
Des de 1947, el setmanari Pulgarcito es va publicar regularment i l'editorial va augmentar els seus beneficis editant altres revistes de còmic d'humor com El DDT, Tío Vivo o Din Dan, col·leccions de novel·les de consum popular (a les quals va editar a autors paradigmàtics de la novel·la rosa com Corín Tellado o de la novel·la de l'oest com Marcial Lafuente Estefanía) i comics d'aventures com El Cachorro, El Capitán Trueno, El Jabato, El Cosaco Verde o El Corsario de Hierro. El 1950 apareix Zipi y Zape. Amb el temps, l'empresa familiar es va transformar en una autèntica multinacional de l'edició, implantant-se en diversos països d'Hispanoamèrica. El 1958 apareix dins de Pulgarcito la primera historieta de Mortadel·lo i Filemó. Posteriorment apareixerien uns altres còmics com Pepe Gotera y Otilio o Superlópez. No obstant això, va entrar en crisi en els anys vuitanta i el 1986 va desaparèixer després de la seva adquisició pel Grupo Zeta, que la va transformar en Edicions B.
Bruguera va ser la major editora de còmics d'Espanya en els anys seixanta i setanta i el negoci dels còmics es va anar adaptant a les necessitats del mercat: si a finals dels quaranta i principis dels cinquanta es publicaven revistes de baix cost amb poques pàgines, en millorar les condicions econòmiques va augmentar el nombre de pàgines, va millorar el paper i es va incorporar el color. Des dels seixanta es va incrementar el ventall de publicacions i de personatges que van reflectir els canvis de l'època i van començar a editar-se àlbums dels personatges més populars. L'editorial posseïa impremta pròpia i una articulada xarxa de distribució, pel que va eclipsar a la competència.
Vint anys després, el 2006, va tornar com a segell editorial dins el Grupo Zeta. La nova etapa va començar amb la direcció d'Anna Maria Moix, la publicació de novetats literàries inèdites en espanyol i la creació del Premi de Novel·la Editorial Bruguera. Malgrat incorporar de nou la mítica figura, ara més estilitzada, del Gat Negre en el logotip, no sembla que fins al moment hi hagi intenció de recuperar el seu fons editorial descatalogat, ja sigui literari o humorístic.

## Els còmics a Bruguera
En el camp del còmic, el paper ocupat per l'editorial Bruguera en la postguerra espanyola va ser fonamental. Encara que tenen un lloc destacat en la història del còmic espanyol els quaderns d'aventures editats per Bruguera, com El Cachorro, de Juan García Iranzo, o El Capitán Trueno, de Víctor Mora Pujadas i Ambrós, els majors esforços dels seus dibuixants es van centrar en els setmanaris humorístics, entre els quals destaquen Pulgarcito, Tío Vivo i El DDT. En aquestes publicacions van col·laborar grans autors del còmic espanyol com Peñarroya, Escobar, Vázquez, Ibáñez, i Raf, entre molts altres. Els autors de còmics de Bruguera van configurar un estil a mig camí entre l'entreteniment infantil i el costumisme satíric. Terenci Moix va encunyar l'expressió "escola Bruguera" per a referir-se a la producció de còmic humorístic de l'editorial.
L'any 1968 Miquel Pellicer, un dels responsables de les publicacions infantils i juvenils, rep l'encàrrec d'editar els àlbums d'Astèrix en castellà i amb tapa dura. Poc després Francesc Bruguera promouria que Francisco Ibáñez comences a dibuixar aventures llargues que és poguessin editar en forma d'àlbum. Els àlbums d'Astèrix de Bruguera es publicarien en català a partir de 1969 en traducció de Víctor Mora.

## Els llibres de Bruguera
Entre les col·leccions publicades per Bruguera destaquen:
- Llibres de butxaca (Libro Amigo, Cinco Estrellas, Naranja, Nova, Narrativas de hoy, Bolsilibro, Libro Ameno)
- Literatura juvenil (Club Joven, Libro Joven, Conan, Marabú, Juvenil, Todolibro).

## Il·lustradors
- Miguel Francisco Moreno
- Francisco Darnís Vicente (El Jabato)